# Алоади
Алоади (на старогръцки: Ἀλοάδαι, Ἀλοεῖδαι; на латински: Aloïdae, Aloaden или Aloiden) в древногръцката митология са наричани гигантите От/Отос (Ὦτος) и Ефиалт (Ἐφιάλτης). Те са братя-близнаци, синове на Алоей, син на Посейдон и Канака и жена му Ифимедея, дъщерята на Триоп от Тесалия, или са родени от връзката на Ифимедея, с бог Посейдон.

Бързо придобиват гигантски ръст и огромна сила. Когато са на 9 години те побеждават Арес, бога на войната и го затварят за 13 месеца в бъчва. Те се натрупват една връз друга планините Оса и на Пелион и ги използват за да се издигнат на височината на Олимп, та по стълба оттам да се възкачат на небето и да свалят от власт боговете-олимпийци.

За по-нататъшната им съдба има различни версии. Според една от тях Аполон ги побързва да ги убие със стрелите си, преди да им е поникнала брада (и да станат твърде могъщи). По друга, Артемида пуска една сърна помежду им. Братята хвърлят копията си по животното, но се улучват взаимно. 

Според версията, в която оцеляват, те са заточени, за неуважението си към боговете, в Тартар, където са завързани гръб до гръб със змии.

Доколкото се предполага, че са умрели, посочвани са различни места, на които може да се намират гробовете им - в Антедон в Беотия, на остров Наксос, в Егейско море или на остров Крит, в Средиземно море.